# Time for Heroes
Time for Heroes – piosenka angielskiego zespołu rockowego The Libertines. Wydana została 13 stycznia 2003 jako drugi singel z debiutanckiej płyty Up the Bracket.

## Lista utworów
- Płyta winylowa:

1. „Time For Heroes”
2. „7 Deadly Sins” (demo)

- Płyta CD:

1. „Time for Heroes”
2. „General Smuts” (demo)
3. „Bangkok” (demo)

- Płyta CD, drugie wydanie:

1. „Time for Heroes”
2. „Mr. Finnegan” (demo)
3. „Sally Brown” (demo)